# Havok
Havok Game Dynamics SDK, és un motor físic (simulació dinàmica) utilitzat en videojocs i recrea les interaccions entre objectes i personatges del joc. Pel que detecta col·lisions, gravetat, massa i velocitat en temps real arribant a recrear ambients molt més realistes i naturals. Havok en les seves últimes versions s'executa del tot per maquinari mitjançant l'ús de la GPU, alliberant així d'aquests càlculs a la CPU. Aquest es recolza en les llibreries de Direct3D i OpenGL compatibles amb Shader Model 3.0.

## Jocs que usen Havok
- Age of Empires III
- Alone in the Dark
- Amped 3
- Armed and Dangerous
- Assassin's Creed
- Astro Boy
- Auto Assault
- Backyard Wrestling: Don't Try This at Home
- Backyard Wrestling 2: There Goes the Neighborhood
- BioShock
- Brute Force
- Call of Duty 4: Modern Warfare
- Company of Heroes
- Counter-Strike: Source
- Crackdown
- Crash Nitro Kart
- Darkwatch
- Dark Messiah
- Darksiders: Wrath of War
- Day of Defeat: Source
- Dead Rising'
- Dead Space
- Demon's souls
- Destroy All Humans!
- Deus Ex: Invisible War
- Diablo III (en principi anava a utilitzar Havok, però més tard des de Blizzard confirmaren que Diablo III no ho usaria)
- Disaster: Day of Crisis
- Evil Dead Regeneration
- F.E.A.R.
- MadWorld
- Fallout 3
- Freelancer
- From Russia with Love
- Full Spectrum Warrior
- Game & Wario
- Halo 2
- Halo 3
- Halo 3: ODST
- Halo Reach
- Just cause
- Just Cause 2
- Max Payne 2: The Fall of Max Payne
- Medal of Honor: Pacific Assault
- Mercenaries: Playground of Destruction
- Middle-earth Online
- Motorstorm
- Painkiller
- Pariah
- Perfect Dark Zero
- Pitfall: The Lost Expedition
- Portal 2
- Psi-Ops: The Mindgate Conspiracy
- Red Faction 2
- Robotech: Invasion
- Resident Evil 5
- Resident Evil: The Darkside Chronicles
- Second Life
- Seiken Densetsu 4
- Silent Hill Homecoming
- Sonic the Hedgehog (2006 nova generació de jocs)
- Sonic Unleashed
- Soulcalibur IV
- Spider-Man 2
- Spore
- Starsky and Hutch
- StarCraft II
- Star Wars: The Force Unleashed
- Super Smash Bros. Brawl
- Swat 4
- Syphonfilter: Dark Mirror
- Syphonfilter: Logan's Shadow
- The Elder Scrolls IV: Oblivion
- Test Drive Unlimited
- The Matrix: Path of Neo
- The Punisher
- Thief: Deadly Shadows
- Top Spin 3
- Tom Clancy's Ghost Recon 2
- Tom Clancy's Splinter Cell: Chaos Theory
- Torque: Savage Roads
- Tribes: Vengeance
- Uru: Ages Beyond Myst
- WWE Crush Hour
- Syphon Filter Dark Mirror
- Syphon Filter Logan's Shadow
- Killzone Liberation
- Fable II
- Fable III
- Killzone 2
- WWE SmackDown vs. Raw 2010
- Vanquish